# Say It Loud – I'm Black and I'm Proud
Singles de James Brown
I Guess I'll Have to Cry, Cry, Cry
(1968) Goodbye My Love
(1968)
Say It Loud – I'm Black and I'm Proud ("Dis le fort : je suis Noir et j'en suis fier !") est une chanson du chanteur et auteur-compositeur américain James Brown.
Publiée en single (sous le label King Records) en septembre 1968, elle a atteint la 10e place du Hot 100 du magazine musical américain Billboard, passant en tout 11 semaines dans le chart.
La chanson sera aussi incluse dans les 26e et 27e albums studio de James Brown, A Soulful Christmas (1968) et Say It Loud – I'm Black and I'm Proud (mars 1969).
En 2004, Rolling Stone a classé cette chanson, dans la version originale de James Brown, 305e sur sa liste des « 500 plus grandes chansons de tous les temps » (en 2010, le magazine rock américain a mis à jour sa liste, maintenant la chanson est 312e). Elle est également sélectionnée par le Rock and Roll Hall of Fame, en 1995, comme l'une des « 500 chansons qui ont façonné le rock 'n' roll ».

## Composition
La chanson a été écrite par James Brown avec Pee Wee Ellis. L'enregistrement de James Brown a été produit par lui-même. 

## Réception et influence
Il s'agit d'une des premières chansons de James Brown avec un message politique. Il l'a écrit alors que le contexte politique était tendu, avec le recul de la non violence incarnée par Martin Luther King, et le développement d'un « Black Power » plus agressif. James Brown, qui était parfois accusé de ne pas s'engager suffisamment pour la cause noire, écrit ce morceau qui devient un hymne officieux pour la communauté noire. Il lui aliénera aussi une partie de son public blanc,,.
Elle inspire Taxi Girl qui l'adapte en hymne pour la jeunesse avec la chanson Dites le fort (nous sommes jeunes et nous sommes fier) paru initialement en single en 1984, puis en album en 1990.